# Robert McClure
Robert McClure (ur. 28 stycznia 1807 w Wexford, zm. 17 października 1873 w Londynie) – brytyjski oficer narodowości irlandzkiej, żeglarz i badacz regionów polarnych.

## Młodość i wczesne lata służby
Robert John Le Mesurier McClure, syn Roberta i Jane McClure’ów, urodził się w Wexford w Leinsterze w Irlandii, jako pogrobowiec, pięć miesięcy po śmierci ojca. Jego ojcem chrzestnym i opiekunem był John Le Mesurier, gubernator Alderney. McClure uczył się w Eton i Sandhurst, po czym w 1824 wstąpił do Royal Navy. W 1836 roku wyruszył z wyprawą George’a Backa na północ Kanady, jako młodszy oficer na HMS „Terror”. Wyprawa osiągnęła cieśninę Foxe’a, ale „Terror” został uwięziony przez lód. Uszkodzony okręt powrócił do Irlandii we wrześniu 1837, a McClure awansował do stopnia porucznika. W latach 1838–39, podczas rebelii w Górnej Kanadzie, służył na Wielkich Jeziorach na „Niagarze” pod dowództwem Williamsa Sandoma. W latach 1839–42 służył na „Pilocie” na Karaibach, a w latach 1842–46 dowodził hulkiem „Romney” w Hawanie. Od grudnia 1846 do 1848 służył w straży wybrzeża.

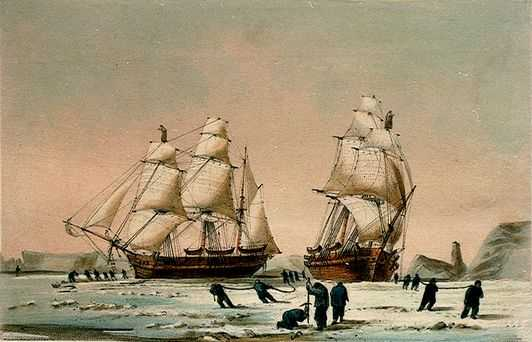
HMS „Enterprise” (po lewej) i HMS „Investigator” w lodach Arktyki

McClure powrócił do Arktyki jako pierwszy porucznik na HMS „Enterprise”, w ekspedycji pod dowództwem Jamesa Clarka Rossa. Była to pierwsza z wypraw poszukujących zaginionej ekspedycji Franklina. Lód zatrzymał okręty w Cieśninie Lancastera i poszukiwania skończyły się fiaskiem, ale McClure doczekał się uznania i został dowódcą HMS „Investigator”.

## Przebycie Przejścia Północno-Zachodniego
W 1850 „Enterprise” pod dowództwem Richarda Collinsona i „Investigator” McClure’a wyruszył w kolejną wyprawą w poszukiwaniu Franklina, tym razem od strony Pacyfiku, ale po przebyciu Cieśniny Magellana okręty zostały rozdzielone i nie spotkały się więcej. W Honolulu „Investigator” nie zastał „Enterprise”, który odpłynął wcześniej tego samego dnia, po pięciu dniach oczekiwania. McClure obrał kurs ku Cieśninie Beringa skrótem przez Aleuty i dotarł tam szybciej od dowódcy wyprawy. Nie spodziewając się spotkać „Enterprise” w pobliżu Przylądka Lisburne’a, wyruszył w dalszą drogę, zostawiając w Kotzebue Sound wiadomość dla Admiralicji z wyjaśnieniem, że musi wykorzystać czas, kiedy morza nie skuł lód. Poprowadził „Investigatora” na północny wschód, odkrywając Cieśninę Księcia Walii między Wyspą Banksa i Wyspą Wiktorii, ale lód nie pozwolił mu wypłynąć do Cieśniny Melville’a, zmuszając do wycofania i spędzenia zimy w odkrytej cieśninie. Niemniej jednak od miejsca, do którego dotarł William Edward Parry w 1820 dzielił go tylko lód morski i jasne stało się, że Przejście Północno-Zachodnie istnieje. W następnym roku „Investigator” z trudem okrążył Wyspę Banksa, jednak do 23 września 1851 dotarł tylko do zatoki na jej północnym brzegu, nazwanej Bay of Mercy. Szeroka cieśnina, obecnie nazwana na cześć McClure’a, była skuta lodem. W lecie 1852 okręt nie zdołał opuścić zatoki; zapasy były na wykończeniu, a marynarze zaczynali chorować. W następnym roku McClure szykował się do opuszczenia „Investigatora” i wysłania ludzi na ryzykowne poszukiwanie pomocy na wschodzie i południu, jednak dzięki notatce McClure’a pozostawionej na Wyspie Melville’a, okręt w tym czasie odnalazł por. Bedford Pim z HMS „Resolute”. Załoga „Investigatora” została ewakuowana na drugi okręt, jednak okazało się, że on także nie jest w stanie płynąć dalej na wschód. W kwietniu 1854 McClure z załogą na saniach dotarli do wyspy Beechey i na pokładzie HMS „North Star” powrócili do Anglii 28 września 1854.
McClure za utratę „Investigatora” stanął przed sądem wojskowym, co było formalnym wymogiem po utracie okrętu, ale został honorowo uniewinniony, awansowany na komandora (post-captain) i otrzymał szlachectwo. Za odkrycie i przebycie (chociaż nie przepłynięcie) Przejścia Północno-Zachodniego parlament brytyjski przyznał załodze nagrodę w wysokości 10 tysięcy funtów. McClure przekazał swoje notatki z wyprawy innemu oficerowi–polarnikowi, Sherardowi Osbornowi, który opublikował je w formie książki Discovery of the north-west passage.

## Dalsze lata
Od 1856 McClure dowodził HMS „Esk” na Pacyfiku. W grudniu 1857 kierował batalionem brygady złożonej z piechoty morskiej i spieszonych marynarzy w bitwie o Kanton, a później służył w Cieśninie Malakka. Wrócił do Anglii w 1861 i nie pełnił już czynnej służby. W 1867 otrzymał stopień wiceadmirała (Rear admiral); w 1869 jego żoną została Constance Ada Tudor. 29 maja 1873 roku otrzymał ostatni awans (Vice-admiral). Zmarł w Londynie 17 października tego samego roku i został pochowany na cmentarzu Kensal Green.

## Upamiętnienie

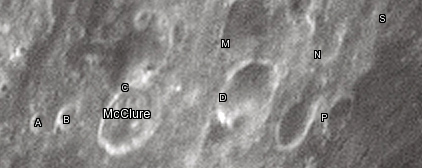
Krater McClure i kratery satelickie

Na cześć tego polarnika została nazwana Cieśnina McClure’a w północnej Kanadzie, do której dopłynął „Investigator” i krater McClure na Księżycu.